# رجال المسمار
كان رجال المسمار أو رجال المسامير (بالألمانية: Nagelmänner) شكلًا من أشكال الدعاية وجمع التبرعات لأعضاء القوات المسلحة وأتباعهم في الإمبراطورية النمساوية المجرية والإمبراطورية الألمانية خلال الحرب العالمية الأولى. تألف رجال المسمار من تماثيل خشبية (عادة تماثيل لفرسان في دروعهم) وكانت المسامير إما حديدية (سوداء) أو ملونة فضية أو ذهبية، تُدفع مقابل التبرعات بكميات مختلفة. أخذ بعضها أشكالًا متنوعة، بما في ذلك الأعمدة والدروع أو شعارات الحرب المحلية من الأسلحة والصلبان وبشكل خاص الصليب الحديدي. يوجد مجموعة متنوعة من التسميات البديلة لهذه التماثيل في اللغة الألمانية مثل رجل في الحديد أو الرجل الحديدي (الحارس الحديدي)، الشكل المسماري، الصورة المسمارية، لوحة المسامير، ودرع الحماية وصرح الحرب. أما التسمية الأشهر فكانت رجل في الحديد في فيينا و «هيندنبرغ الحديدي»، تمثال بطول 12 متر (39 قدم) مجاور لعمود النصر في برلين.

## الأصول والهدف
جاءت فكرة رجال المسامير من ستوك إم آيسن في فيينا، وهي عبارة عن جزء من جذع شجرة يحتوي على مسامير مطروقة ضمنها منذ قرون. وضع أول تمثال لرجل مسمار يجسد فارسًا من العصور الوسطى في فيينا وجرى تثبيته للمرة الأولى في 6 مارس من عام 1915 ضمن احتفال عام حضره العديد من علية القوم، بمن فيهم أعضاء من الأسرة الإمبراطورية ومن السفراء الألمان والعثمانيين. روج لتلك التشكيلات على أنها طريقة وطنية لجمع التبرعات في الأجزاء الناطقة باللغة الألمانية من الإمبراطورية النمساوية-المجرية وفي الإمبراطورية الألمانية، بما في ذلك المنشورات مثل غوتهولد ريغيلمان دير شتوك إن آيسن: إنها نصائح عملية لتشييد صروح خشبية تثبت عليها أفكار مرسومة وحسابات التكلفة. بالإضافة إلى آراء كل من بول ماتسدورف وبينو فيتسكي: إن طريقة التسمير الحديدي المتقاطع تشكل أفضل فائدة من المعونة الحربية ومن إنشاء الصروح الحربية. اعتبرت هذه الطريقة كذلك «ملائمة وقريبة جدًا من احتفالات العبقرية العسكرية البروسية البروتستانتية وعظمة الإمبراطورية» أكثر من قربها للكاثوليكية النمساوية.
كان لدى مجالس البلديات والمنظمات الخيرية، إما تلك الجمعيات التي تأسست خصيصًا أو جمعية الصليب الأحمر، كان لديها تمثالًا أو رمزًا آخر مصنوع من الخشب (كان ينصح عادة بخشب البلوط)، ومنفذ من قبل نحاتين معروفين، كتمثال فارس العصور الوسطى (رجل في الحديد) من تنفيذ أم. موليتار في لايبزيغ. يمكن للمسامير التي يستخدمها المتبرع أن تكون إما من الحديد أو مطلية بالذهب أو الفضة وذلك اعتمادًا على القيمة التي يتبرع بها. كذلك موقع المسمار يعكس مقدار التبرع المقدم. على سبيل المثال، في حالة الصليب الحديدي في هايدلبرغ، فإن مسمار أسود (حديدي) تساوي قيمته 1علامة، مسمار فضي مطروق ضمن الحد يساوي 3 علامات، مسمار مطروق ضمن النقش «1914» يساوي 5 علامات، وإذا كان مطروقًا ضمن حرف «دبليو» اختصارًا لاسم فيلهيلم فيساوي 10 علامات، وضمن التاج في أعلى الصليب يساوي 20 علامة. في حالة «سيجفريد الحديدي» في فيسبادن، فإن المسامير الحديدية تساوي 1علامة، المطلية بالفضة تعادل 20-5 علامة وتصل المذهبة إلى 300 علامة مع احتمالات تبرع أكبر من ذلك. أما في حالة تمثال هيندنبرغ في برلين فإن المسامير الذهبية تعادل 100 علامة، والفضية والسوداء تعادل 5 علامات أما الرمادية فتساوي 1 علامة. وكانت تثبت لويحة صغيرة إلى السيف بالنسبة للتبرعات التي تتجاوز 500 علامة. وثقت هذه التبرعات عادة ضمن «كتاب حديدي»، على سبيل المثال كما في هايدلبرغ، وكان المتبرع يتلقى إما مشبك دبوسي أو شهادة أو بعض دلائل أخرى على تبرعه. بينما تباع الميداليات والبطاقات البريدية ومنتجات أخرى مشابهة كمصدر آخر للتمويل.
كان الصليب الحديدي خيارًا شكليًا شائعًا، وربما الأكثر شهرة. أشاد به بشكل خاص كل من ماتسدورف وفيتسكي اللذان صرحا بأنه يتطلب 200-160 مسمار لتشكيله. من الأشكال الأخرى الشائعة الدروع وشعارات الحرب. أشكال الحيوانات والورود والسفن (بما فيها يو بوت) كانت تسمّر كذلك. أما الأشكال البشرية فكانت تمثل عادة فرسان في دروعهم وأحيانًا أخرى صورة عصرية أو تاريخية وأسطورية. بالإضافة إلى تمثال هيندنبرغ، فقد جسدت شخصية كل من الأدميرال تيربيتس وروبريشت، ولي عهد بافاريا والجنرال أوتو فون إيميش بالطريقة المسمارية هذه.
تجمع هذه التبرعات عادة لمساعدة الجرحى أو لمساعدة أرامل وأيتام من سقطوا في المعارك. لكن في بعض الحالات، على سبيل المثال في شفيبيش غموند، أريد لتلك التبرعات أن تساعد في تزويد جنود الصف الأول بالمعدات وذلك في شتاء 1916 حيث كانت الاحتياجات كبيرة. عرضت التماثيل عادة بشكل بارز وكان هنالك إلحاح مجتمعي كبير لإظهار الوطنية من خلال شراء المسامير. كان المسمار الأول مدفوعًا عمومًا وبشكل رسمي من قبل شخصية هامة ضمن حفل وطني كبير تضمن تراتيل وقصائد وطنية كتبت خصيصًا لهذه المناسبة التي غالبًا ما كانت تحفز عصر الفروسية والشهامة. قدم ماتسدورف وفيتسكي حفلًا مقترحًا من 24 جزء. نوادي وصفوف مدرسية وما إلى ذلك من تنفيذ التسمير الجماعي.